# Ivan Vuković
Ivan Vuković (Podgorica, 9. veljače 1987.) umirovljeni je crnogorski nogometaš. 

## Karijera

### Klupska karijera
Ivan Vuković je svoju seniorsku karijeru započeo 2004. godine u golubovačkoj Zeti. U sezoni 2004./05. Vuković je predvodio napad Zete do trećega mjesta, iza Partizana i Crvene zvezde, u tadašnjoj prvoj ligi Srbije i Crne Gore.
U Budućnost iz Podgorice prelazi 2006. godine. U pet sezona, koliko je proveo u podgoričkoj momčadi, osvojio je dva druga i jedno prvo mjesto u crnogorskoj ligi. U 103 ligaška nastupa za klub postigao je 57 pogodaka. Od toga čak 39 u posljednje dvije sezone provedene u klubu. Vuković je 2009. godine proglašen nogometašem godine u crnogorskim ligama.
U ljeto 2011. prelazi u redove Hajduka za 250.000 €. Kod trenera Krstičevića u sezoni 2012./13. jedan je od najvažnijih igrača u momčadi Hajduka.
Nakon dvije sezone u Hajduku, u ljeto 2013., Ivan prelazi u južnokorejski Seongnam za 200.000 dolara.
Statistika u Hajduku
| Natjecanje        | Nastupi | Zgoditci |
| ----------------- | ------- | -------- |
| Prvenstvo         | 49      | 11       |
| Kup               | 7       | 2        |
| Superkup          | 0       | 0        |
| Međunarodne       | 4       | 1        |
| Splitski podsavez | 0       | 0        |
| Ukupno            | 60      | 14       |
| Prijateljske      | 31      | 10       |
| Sveukupno         | 91      | 24       |

### Reprezentativna karijera
Za reprezentaciju Crne Gore debitirao je 18. studenog 2009. godine u prijateljskoj utakmici s bjeloruskom reprezentacijom. To mu je zasada jedini nastup za izabranu vrstu.

## Vanjske poveznice
- Ivan Vuković na stranicama Crnogorskog nogometnog saveza
- Ivan Vuković na transfermarkt.de
- Ivan Vuković na int.soccerway.com